# Collier de Patiala

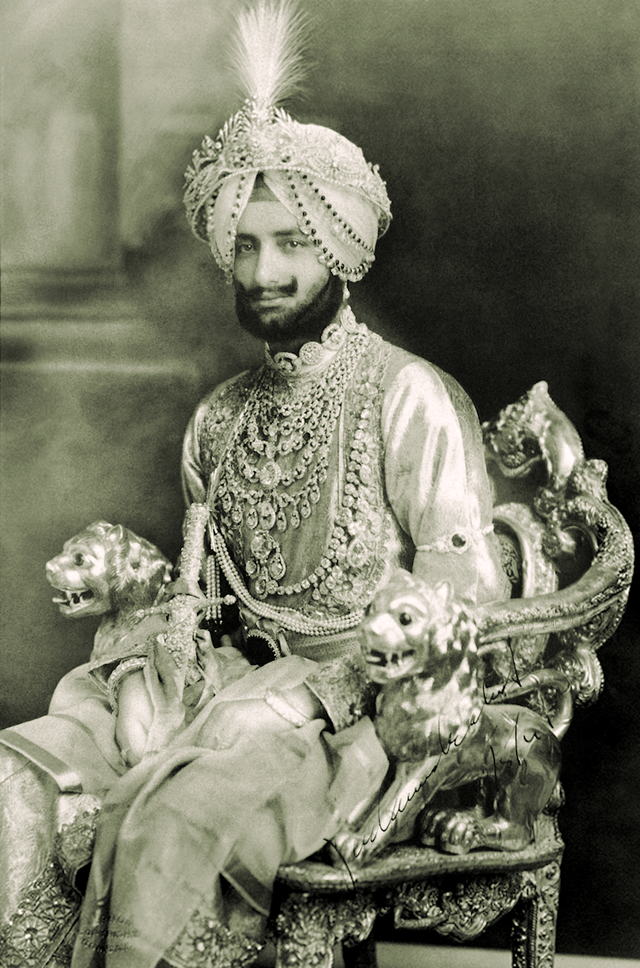
Maharaja Yadavindra Singh de Patiala portant le célèbre "Collier de Patiala" (années 1930).

Le Collier de Patiala est un collier conçu et réalisé par Cartier en 1928. Il fait partie de la plus grande commande jamais passée à Cartier à ce jour, réalisée en 1925 par le Maharaja de Patiala, de l'État princier indien, pour le Collier de Patiala et d'autres bijoux d'une valeur d'un milliard de roupies (environ 150 millions de dollars américains en 2024 - ajusté à l'inflation).
Le collier comporte cinq chaînes (ladi) et inclut un collier. Il contient 2 930 diamants, dont comme pièce maîtresse le septième plus grand diamant du monde à l'époque, le « De Beers ». Ce diamant a un poids brut de 428 carats, et pèse 234,65 carats une fois monté. C'est le plus grand diamant jaune taillé en coussin et le deuxième plus grand diamant jaune facetté au monde. Le collier contient également sept autres gros diamants allant de 18 à 73 carats, ainsi que plusieurs rubis birmans.

## Histoire
En 1925, le collier est commandé par Bhupinder Singh de Patiala, qui est le Maharaja de l'État princier de Patiala.
Vers 1948, il disparaît du Trésor Royal de Patiala. Il est photographié pour la dernière fois sur une photo de 1946 représentant Yadavindra Singh portant le collier.
En 1982, lors de la vente aux enchères de la famille royale de Patiala chez Sotheby's à Genève, le diamant "De Beers" réapparaît. À cet endroit, les enchères atteignent 3 160 000 dollars, mais il n'est pas clair s'il atteint son prix de réserve.
En 1998, une partie du collier est retrouvée dans une boutique de bijoux d'occasion à Londres par Eric Nussbaum, un associé de Cartier. Les grandes pierres restantes manquent, y compris les rubis birmans et les diamants de 18 à 73 carats montés sur un pendentif. Cartier achète le collier incomplet et, après quatre ans, le restaure pour qu'il ressemble à l'original. Ils remplacent les diamants perdus par de la zircone cubique et des diamants synthétiques, et montent une réplique du diamant "De Beers" original,,.
Le collier est le sujet d'un documentaire de Doc & Film International.
Une petite-fille de Bhupinder Singh de Patiala est désormais joaillière en Californie. En 2012, elle participe à l'exposition « Maharaja: The Splendor of India's Royal Courts » au Musée d'art asiatique de San Francisco, où le collier recréé est exposé.
En 2022, Cartier prête le collier recréé à la YouTuber Emma Chamberlain. Chamberlain, qui est ambassadrice de la marque Cartier, reçoit des critiques en ligne pour avoir porté le collier lors du Met Gala.